# Ha Min-Ah
Ha Min-Ah (9 de noviembre de 1995) es una deportista surcoreana que compite en taekwondo.
Ganó una medalla en el Campeonato Mundial de Taekwondo de 2015, y dos medallas en el Campeonato Asiático de Taekwondo en los años 2016 y 2018. En los Juegos Asiáticos de 2018 consiguió una medalla de plata.

## Palmarés internacional
| Campeonato Mundial  | Campeonato Mundial           | Campeonato Mundial | Campeonato Mundial |
| Año                 | Lugar                        | Medalla            | Categoría          |
| ------------------- | ---------------------------- | ------------------ | ------------------ |
| 2015                | Cheliábinsk (Rusia)          | Medalla de oro     | –49 kg             |
| Juegos Asiáticos    |                              |                    |                    |
| Año                 | Lugar                        | Medalla            | Categoría          |
| 2018                | Yakarta (Indonesia)          | Medalla de plata   | –53 kg             |
| Campeonato Asiático |                              |                    |                    |
| Año                 | Lugar                        | Medalla            | Categoría          |
| 2016                | Pásay (Filipinas)            | Medalla de plata   | –49 kg             |
| 2018                | Ciudad Ho Chi Minh (Vietnam) | Medalla de oro     | –53 kg             |